# Iwona Duda
Iwona Duda (ur. 8 października 1967 w Ostrowcu Świętokrzyskim) – polska managerka i ekonomistka, w 2022 prezes zarządu PKO BP, wcześniej prezes zarządu Alior Banku, członkini Rady Polityki Pieniężnej w kadencji 2022–2028.

## Życiorys
Absolwentka Wydziału Ekonomiczno-Społecznego Szkoły Głównej Handlowej i Krajowej Szkoły Administracji Publicznej w Warszawie.
W latach 90. pracowała w Ministerstwie Finansów w Departamencie Długu Publicznego, a także w Urzędzie Komitetu Integracji Europejskiej jako wicedyrektor Departamentu Pomocy Zagranicznej, Funduszy i Programów Wspólnotowych. Pracowała również jako doradca w Narodowym Banku Polskim. Była zastępcą przewodniczącego Komisji Nadzoru Ubezpieczeń i Funduszy Emerytalnych oraz dyrektorem Departamentu Instytucji Finansowych w Ministerstwie Finansów. W latach 1998–2005 zajmowała stanowisko dyrektora w Urzędzie Nadzoru nad Funduszami Emerytalnymi, a następnie w Urzędzie Komisji Nadzoru Ubezpieczeń i Funduszy Emerytalnych.
W 2006 była pełnomocnikiem prezesa Rady Ministrów do spraw organizacji Urzędu Komisji Nadzoru Finansowego. W latach 2006–2008 pełniła funkcję zastępcy przewodniczącego KNF.
W latach 2020–2021 prezes zarządu Alior Banku. W latach 2021–2022 prezes zarządu PKO Banku Polskiego. Pełniła także funkcje członka rad nadzorczych instytucji rynku finansowego, m.in. Banku Gospodarstwa Krajowego, Banku Ochrony Środowiska, Krajowego Depozytu Papierów Wartościowych oraz PTE PZU SA. 
W latach 2021–2022 członek Rady Związku Banków Polskich. Były zastępca członka Rady ds. Systemu Płatniczego przy NBP oraz członek rady nadzorczej.
Od 2022 została wybrana przez Sejm na członkinię Rady Polityki Pieniężnej na sześcioletnią kadencję.

## Życie prywatne
Jest siostrą Zbigniewa Dudy (z Prawa i Sprawiedliwości) – byłego starosty ostrowieckiego, a następnie dyrektora PGE Energia Ciepła S.A. Oddział Elektrociepłownia w Kielcach.

## Odznaczenia i wyróżnienia
- Odznaka honorowa „Za zasługi dla bankowości Rzeczypospolitej Polskiej” (2018)[12]
- Manager Award (2022)[13]
- ShEO Award w kategorii Lider biznesu (2022)[14]
- Honorowy Ambasador SGH (2022)[15]
- Bankowy Menedżer Roku 2020 Banku Komercyjnego (2021)[16]

## Publikacje
- „Prawo bankowe. Komentarz” – współautorka (marzec, 2022 r.)
- „Reforma systemu emerytalnego w Polsce – perspektywy rozwoju III filara”, „Pakietowe systemy wynagrodzeń” (IP i SS)
- „Przewodnik dla inwestorów instytucjonalnych po skarbowych papierach wartościowych”
- „Służba cywilna w Niemczech”, Biuletyn Służby Cywilnej
- „Indywidualne Konta Emerytalne i Indywidualne Konta Zabezpieczenia Emerytalnego a oszczędnościowy potencjał polskich gospodarstw domowych”, czasopismo Komitetu Nauk o Finansach PAN, FINANSE nr 1(8)/2015